# چاسماتوفیلوم
چاسماتوفیلوم(نام علمی: Chasmatophyllum) نام یک سرده از تیره علف‌فرشیان است.